# Quý Đức
Quý Đức (贵德县) là một huyện thuộc châu tự trị Hải Nam, tỉnh Thanh Hải, Cộng hòa Nhân dân Trung Hoa. Huyện này có diện tích 3600 ki-lô-mét vuông, dân số năm 2001 là 90.000 người. Mã số bưu chính là 811700. Chính quyền huyện đóng ở trấn Hà Âm. Huyện này gồm 3 trấn và 5 hương.
- Trấn: Hà Âm, Lạp Tây Ngõa, Hà Tây.
- Hương: Hà Đông, Đông Câu, 尕 Nhượng, Thường Mục và hương dân tộc Hồi Tân Nhai.